# Thallarcha fusa
Thallarcha fusa là một loài bướm đêm thuộc phân họ Arctiinae, họ Erebidae. Loài này có ở Úc.

## Hình ảnh

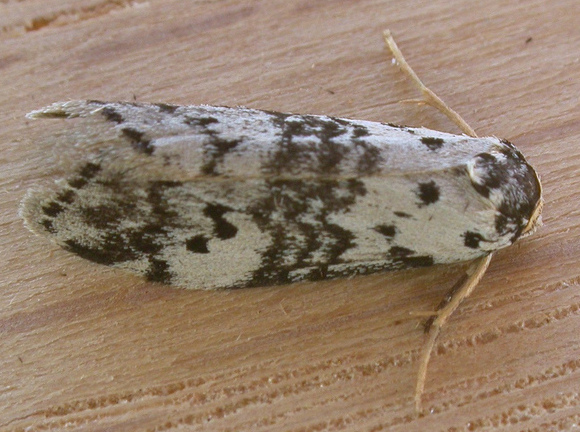